# РД-9
РД-9 (АМ-9) — советский турбореактивный двигатель, разработанный в 1952—1955 годах в ОКБ-300 (так же — ОКБ-24, опытный авиамоторостроительный завод № 300, ныне — АМНТК «Союз») под руководством А. А. Микулина и С. А. Гаврилова. Конструкция двигателя не основывалась на германских или британских образцах. Известен в первую очередь благодаря первому советскому сверхзвуковому истребителю МиГ-19 и всепогодному перехватчику Як-25. После отстранения А. А. Микулина от руководства ОКБ-300 в 1956 году и назначения на его место С. К. Туманского двигатель АМ-9 был переименован в РД-9. Производился по лицензии в Китае под названием WP-6 и в Чехословакии под названием M-09.

## Варианты и модификации
- РД-9А и РД-9АК — для Як-25 и Як-26, без форсажных камер. Также использовались на опытной версии пассажирского лайнера Baade 152. От РД-9Б отличались положением и компоновкой коробки приводов.
- РД-9АФ-300 и РД-9АФ2-300 — для Як-27 и Як-28, с форсажными камерами
- РД-9Б — для ранних модификаций МиГ-19, с форсажной камерой
- РД-9БК — для Ла-17М
- РД-9БФ — форсированный
- РД-9БФ-811 — основной двигатель для большей части модификаций МиГ-19
- РД-9БФ-2 — форсированный, с впрыском воды
- М-9ФК — форсированный малоресурсный для крылатой ракеты К-10С, с форсажной камерой и нерегулируемым соплом
- Р3-26 — глубокая модернизация, тяга на форсаже увеличена до 3800 кгс. Разработан в ОКБ-26 В. Н. Сорокина для опытных самолётов СМ-12 и СМ-52. В конструкции впервые для этого семейства использованы титановые сплавы.
- Р9-300 («изделие 39») — бесфорсажный для прототипа штурмовика Су-25.
- M-09 — чехословацкий вариант РД-9Б. Выпускался в 1961 году. Устанавливался на S-105.
- WP-6 — китайский вариант РД-9БФ. Устанавливался на J-6 и его модификациях.
- WP-6A — модернизированный.

## Особенности конструкции
В двигателе использована схема ротора с тремя опорами, с фиксацией валов компрессора и турбины в осевом направлении. Компрессор с дисковой силовой схемой. Сопло регулируемое, трёхпозиционное. Максимальная скорость вращения — 11150 об./мин, двигатель отличался очень хорошей приёмистостью для тех лет.